# 철가루

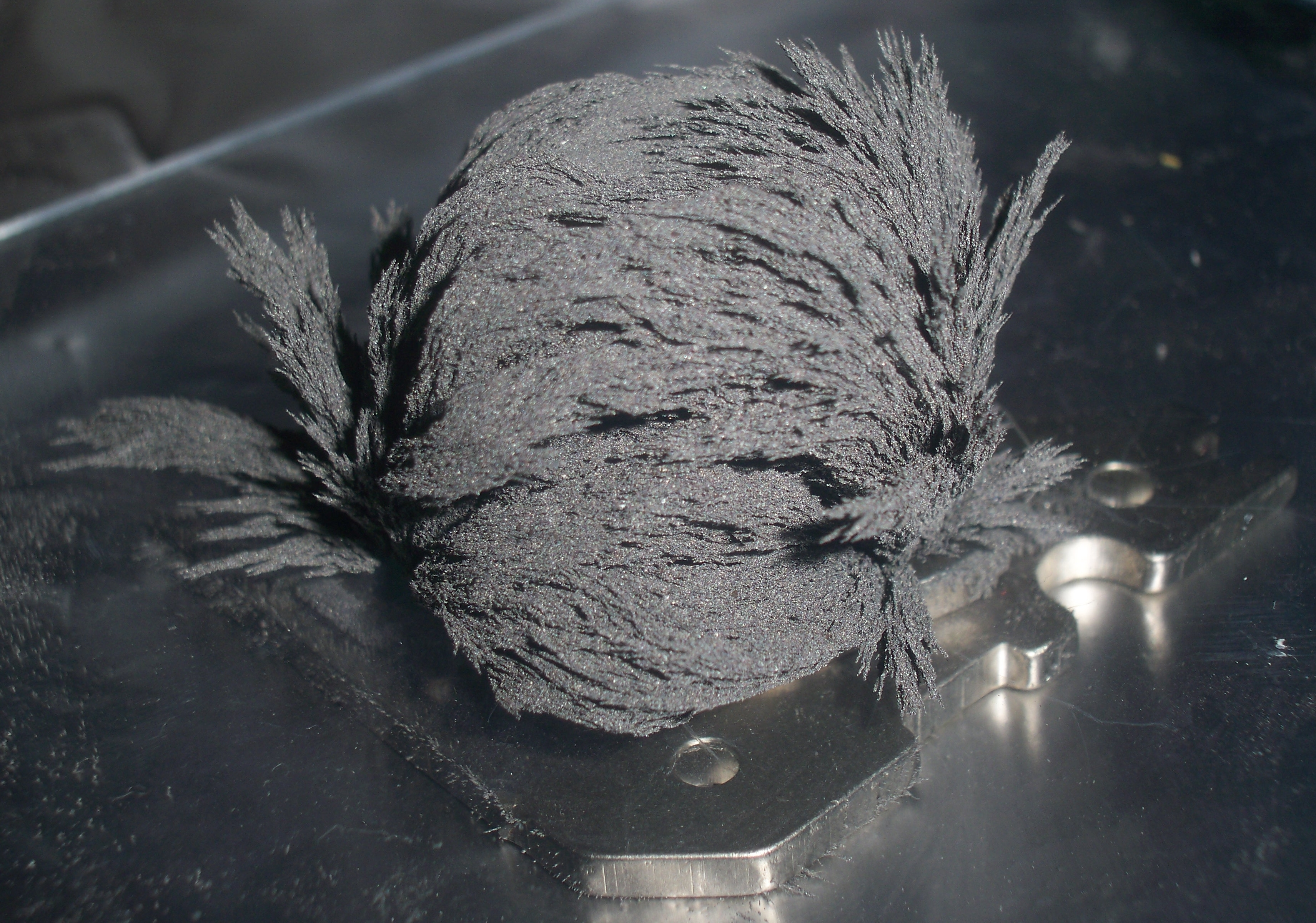
자석에 달라붙은 철가루

철가루는 가루로 된 철을 말한다. 철가루는 자기장의 흐름을 시각적으로 파악하기 위해 교육적인 목적으로도 이용되며, 철강 산업에서는 철강을 제조하면서 발생되며 슬러지와 함께 불순물의 형태로 나타난다. 산업적인 이용으로는 운송수단에서 마찰력을 높이기 위해 쓰이며, 프린터의 토너 카트리지에 철가루를 쓰기도 한다. 겨울철에 소비되는 핫팩에도 철가루가 들어있는데, 핫팩을 흔들게 되면 철가루가 산소와 반응해 산화 철이 되어 열이 발생하게 된다.

## 같이 보기
- 코히러